# Mały kodeks karny
Dekret z dnia 13 czerwca 1946 r. o przestępstwach szczególnie niebezpiecznych w okresie odbudowy państwa (tzw. mały kodeks karny) – akt prawny z okresu Polskiej Rzeczypospolitej Ludowej. Zastąpił wcześniej obowiązujące uregulowania Dekretu o ochronie Państwa z 30 października 1944 r. Zawiesił na czas swojego obowiązywania niektóre przepisy części szczególnej Kodeksu Makarewicza.
Zmiany w prawie karnym, wprowadzone przez komunistyczne władze Polski Ludowej służyły do walki z przeciwnikami politycznymi nowego ustroju. Mały kodeks karny przewidywał karę śmierci za 13 rodzajów przestępstw, m.in. udział w organizacji lub grupie o charakterze zbrojnym, posiadanie broni i amunicji, sabotaż gospodarczy, „sprzedajność obcym”, szpiegostwo i inne.
Nazwa „mały kodeks karny” odnosi się do funkcji, jaką w praktyce pełnił ów dekret. Od daty jego wejścia w życie aż do 31 grudnia 1969 był on bowiem istotną częścią polskiego prawa karnego, aż do wejścia w życie kodeksu karnego, uchwalonego w 1969 roku.
Przepisy małego kodeksu karnego były bardzo surowe, pole do nadinterpretacji dawał zwłaszcza artykuł dotyczący „rozpowszechniania nieprawdziwych informacji” (art. 22), na podstawie którego spora grupa osób została osądzonych i skazanych za błahe czyny, jak na przykład opowiadanie dowcipów o tematyce politycznej.
W kodeksie karnym z 1997 zachowano niektóre przepisy wywodzące się z małego kodeksu karnego. Dla przykładu art. 256 Kto publicznie propaguje faszystowski lub inny totalitarny ustrój państwa albo nawołuje do nienawiści na tle różnic narodowych, etnicznych, wyznaniowych albo ze względu na bezwyznaniowość; podlega grzywnie, karze ograniczenia wolności albo pozbawienia wolności do lat 2 oraz art. 257 Kto publicznie znieważa grupę ludności albo poszczególną osobę z powodu przynależności narodowej, etnicznej, rasowej, wyznaniowej lub z powodu bezwyznaniowości lub z takich powodów narusza nietykalność cielesną innej osoby wszystkie obecne art. wywodzą się z art. 29 m.k.k. oraz zawartych tam przepisach, przewidujących kary więzienia m.in. za publiczne nawoływanie do waśni narodowościowych, wyznaniowych lub rasowych albo ich pochwalanie oraz za publiczne lżenie, wyszydzanie lub poniżanie grupy ludności albo poszczególnej osoby z powodu przynależności narodowościowej, wyznaniowej lub rasowej.

## Mały kodeks karny w popkulturze
- Jan Krzysztof Kelus śpiewał: W pojedynce wyryłem „JK” (...) To był już ostatni proces z m.k.k.”
- W fabule filmu Nadzór Wiesława Saniewskiego wiadomość o zniesieniu mkk (w tym kary dożywotniego więzienia) stanowi punkt przełomowy